# Sixto Diaz Rodriguez
Sixto Díaz Rodríguez (også kendt som Rodríguez eller Jesús Rodríguez; 10. juli 1942 i Detroit i Michigan, død 8. august 2023) var en amerikansk folkemusiker.
Hans oprindelige karriere viste sig at være kort, med kun to albums udgivet i de tidlige 1970'ere samt en kort turné i Australien. Det var dog ukendt for ham, at hans musik var meget succesrig og indflydelsesrig i Sydafrika, selvom det fejlagtige rygte om ham var opstået, at han havde begået selvmord.
I 1990'erne lykkedes det beslutsomme sydafrikanske fans at finde og kontakte ham, hvilket førte til et uventet comeback og genoplivning af hans musikale karriere. Historien fortælles i Searching for Sugar Man, en svensk dokumentarfilm fra 2012, der også har hjulpet til at give Rodríguez noget berømmelse i sit hjemland.

## Diskografi

### Albums
Studio albums
- 1970: Cold Fact
- 1971: Coming from Reality

Live albums
- 1981: Rodriguez Alive (Australien)
- 1998: Live Fact (Sydafrika)

Opsamlinger
- 1976: After the Fact (genudgivelse afComing from Reality) (Sydafrika)
- 1977: At His Best (Australien)
- 1982: The Best of Rodriguez (Sydafrika)
- 2005: Sugarman: The Best of Rodriguez (Sydafrika)
- 2012: Searching for Sugar Man (soundtrack)
- 2013: Coffret Rodriguez (2 CD sæt med Cold Fact og Coming from Reality) FR #114

### Singler
USA
- "I'll Slip Away" b/w "You'd Like to Admit It" (1967 som Rod Riguez)
- "Inner City Blues" b/w "Forget It" (1970)
- "To Whom It May Concern" b/w "I Think of You" (1970)

Australien
- "Sugar Man" b/w "Inner City Blues" (1977)
- "Climb Up on My Music" b/w "To Whom It May Concern" (1978)
- "Sugar Man" b/w "Tom Cat" (af Muddy Waters) (2002)